# Metallographeus angolensis
Metallographeus angolensis là một loài bọ cánh cứng trong họ Cerambycidae.